# Diestra y siniestra
En el ámbito de la heráldica, los términos diestra y siniestra se utilizan para describir ubicaciones específicas en un blasón, abarcando tanto el escudo de armas como los demás componentes del timbre.
- Diestra (del latín dexter, "derecha")[1] designa el lado derecho desde la perspectiva del portador del escudo; sin embargo, desde el punto de vista del observador, este lado se encuentra a la izquierda.

- Siniestra (del latín sinister, "izquierda")[2] se refiere al lado izquierdo desde la posición del portador, lo cual corresponde al lado derecho desde la perspectiva del espectador.

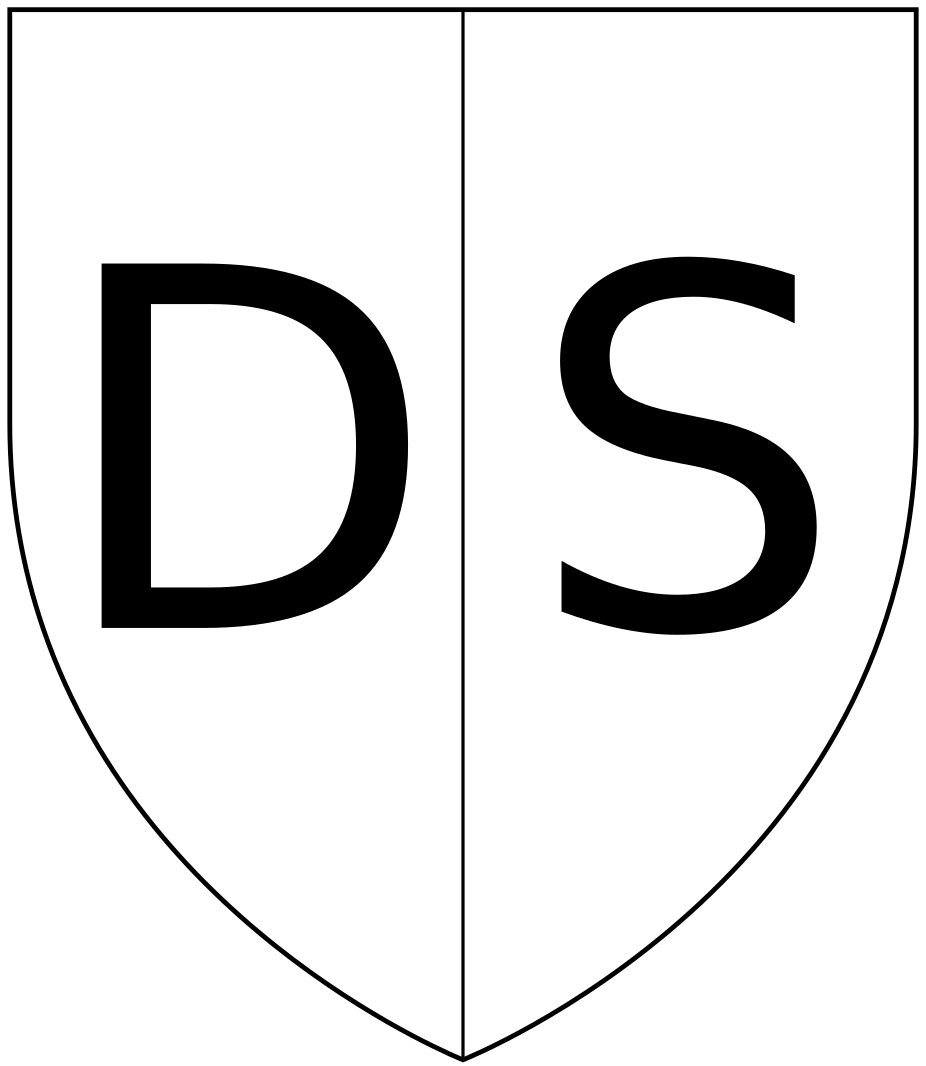
División del escudo heráldico: diestra, a la derecha del portador (izquierda del espectador), es la posición de honor; siniestra, queda a la izquierda del portador (derecha del espectador)

Los diferentes puntos de vista de caballero y del espectador; la visión heráldica es la del caballero. Los emblemas en el escudo, como este león rampante, miran hacia el lado diestro a menos que se indique lo contrario en el blasón

Escudo de argenta con una barra de gules, que asciende hacia la esquina siniestra del escudo, mientras que una banda lo haría hacia la esquina diestra

## Significado
El lado diestro se considera el de mayor honor. Por ejemplo, en el caso de las armas acoladas de un matrimonio (combinadas en un solo escudo dividido vericalmente por la mitad), las del marido suelen ocupar la mitad diestra del escudo, mientras que las de su esposa se sitúan en la mitad siniestra. El escudo de un obispo muestra los emblemas de su sede en la mitad diestra, con los suyos personales en la parte siniestra. El rey Ricardo II adoptó un escudo que mostraba las armas atribuidas a Eduardo el Confesor en la mitad diestra, y las armas reales de Inglaterra en la siniestra. Más generalmente, por una antigua tradición, el invitado de mayor honor en un banquete se sienta a la derecha del anfitrión. La Biblia está repleta de pasajes que se refieren a estar a la "mano derecha" de Dios. 
Diestra y siniestra se usan para marcar que un determinado elemento se dirige a la derecha o a la izquierda heráldica del escudo, aunque algunos elementos llevan en su definición una orientación determinada. Por ejemplo, una banda, desciende desde la esquina superior diestra del portador, mientras que una barra asciende hacia la esquina superior siniestra del escudo según el portador. En esta situación, la posición de la banda se inclinaría en la misma dirección que una banda que se pasara diagonalmente sobre el hombro derecho del portador del escudo. 
Esta distinción es clave para la partición, un método para unir dos escudos de armas colocando la mitad diestra de un escudo de armas junto a la mitad siniestra del otro. En el caso de un matrimonio, la mitad diestra de las armas del marido se colocaría junto a la mitad siniestra de la esposa. La práctica dejó de usarse en el siglo XIV y fue reemplazada por el acolado, ya que en algunos casos podía hacer que las armas que se cortaban por la mitad fueran irreconocibles y en algunos casos, daría como resultado un escudo que parecería un único escudo de armas en lugar de la combinación de dos escudos distintos.

Gran Sello de los Estados Unidos

El Gran Sello de los Estados Unidos cuenta con un águila que agarra una rama de olivo en su garra del lado diestro y un haz de flechas en su garra siniestra, lo que indica la tendencia de la nación hacia la paz. En 1945, uno de los cambios ordenados por el presidente Harry S. Truman en la bandera presidencial, fue que la cara del águila mirase hacia su diestra (la dirección de honor) y, por lo tanto, hacia la rama de olivo.

## Origen
Los lados de un escudo se nombraron originalmente con el propósito de facilitar el entrenamiento militar de caballeros y soldados, mucho antes de que la heráldica hiciera su aparición a principios del siglo XIII, por lo que el único punto de vista relevante era el del portador del escudo. La parte frontal del escudo, puramente funcional, no estaba decorada originalmente. 
Es probable que el uso del escudo como arma defensiva y ofensiva estuviera casi tan desarrollado como el de la espada, y por lo tanto, las diferentes posiciones o golpes del escudo debían describirse para la instrucción en el uso de las armas. Tal uso puede haber descendido directamente de las técnicas de entrenamiento romanas que se extendieron por toda Europa y que luego continuaron durante la era de la caballería, cuando tuvo su origen la heráldica.